# 島根県中学校一覧
島根県中学校一覧（しまねけんちゅうがっこういちらん）は、島根県の中学校の一覧。なお義務教育学校は、小学校と中学校を合わせた制度であるので便宜、小学校と中学校の双方に掲げる。

## 国立中学校
- 島根大学教育学部附属義務教育学校後期課程

## 公立中学校

### 松江市
- 松江市立第一中学校
- 松江市立第二中学校
- 松江市立第三中学校
- 松江市立第四中学校
- 松江市立湖南中学校
- 松江市立湖東中学校
- 松江市立本庄中学校
- 松江市立湖北中学校
- 松江市立鹿島中学校
- 松江市立島根中学校
- 松江市立美保関中学校
- 松江市立八雲中学校
- 松江市立宍道中学校
  - 松江市立宍道中学校大野原分校
- 松江市立義務教育学校八束学園
- 松江市立東出雲中学校

### 浜田市
- 浜田市立第一中学校
- 浜田市立第二中学校
- 浜田市立第三中学校
- 浜田市立浜田東中学校
- 浜田市立金城中学校
- 浜田市立旭中学校
- 浜田市立弥栄中学校
- 浜田市立三隅中学校

### 出雲市
- 出雲市立第一中学校
- 出雲市立第二中学校
- 出雲市立第三中学校
- 出雲市立河南中学校
  - 出雲市立河南中学校若松分校
- 出雲市立浜山中学校
- 出雲市立南中学校
- 出雲市立平田中学校
- 出雲市立向陽中学校
- 出雲市立佐田中学校
- 出雲市立多伎中学校
- 出雲市立湖陵中学校
- 出雲市立大社中学校
- 出雲市立斐川東中学校
- 出雲市立斐川西中学校

### 益田市
- 益田市立益田中学校
- 益田市立高津中学校
- 益田市立益田東中学校
- 益田市立東陽中学校
- 益田市立横田中学校
- 益田市立小野中学校
- 益田市立中西中学校
- 益田市立美都中学校
- 益田市立匹見中学校

### 大田市
- 大田市立第一中学校
- 大田市立第二中学校
- 大田市立第三中学校
- 大田市立大田西中学校
- 大田市立北三瓶中学校
- 大田市立志学中学校

### 安来市
- 安来市立第一中学校
- 安来市立第二中学校
- 安来市立第三中学校
- 安来市立広瀬中学校
- 安来市立伯太中学校

### 江津市
- 江津市立江津中学校
- 江津市立青陵中学校
- 江津市立江東中学校
- 江津市立桜江中学校

### 雲南市
- 雲南市立大東中学校
- 雲南市立加茂中学校
- 雲南市立木次中学校
- 雲南市立三刀屋中学校
- 雲南市立掛合中学校
- 雲南市立吉田中学校

### 仁多郡
- 奥出雲町立仁多中学校
- 奥出雲町立横田中学校

### 飯石郡
- 飯南町立頓原中学校
- 飯南町立赤来中学校

### 邑智郡
- 川本町立川本中学校
- 美郷町立邑智中学校
- 美郷町立大和中学校
- 邑南町立石見中学校
- 邑南町立瑞穂中学校
- 邑南町立羽須美中学校

### 鹿足郡
- 津和野町立津和野中学校
- 津和野町立日原中学校
- 吉賀町立柿木中学校
- 吉賀町立吉賀中学校
- 吉賀町立六日市中学校

### 隠岐郡
- 海士町立海士中学校
- 西ノ島町立西ノ島中学校
- 知夫村立知夫中学校
- 隠岐の島町立西郷中学校
- 隠岐の島町立西郷南中学校
- 隠岐の島町立五箇中学校
- 隠岐の島町立都万中学校

## 私立中学校

### 松江市
- 開星中学校
- 松徳学院中学校

### 出雲市
- 出雲北陵中学校